# Albuñán
Albuñán é um município da Espanha na província de Granada, de área 8,46 km² com população de 458 habitantes (2004) e densidade populacional de 54,14 hab/km².

## Demografia
| Variação demográfica do município entre 1991 e 2004 | Variação demográfica do município entre 1991 e 2004 | Variação demográfica do município entre 1991 e 2004 | Variação demográfica do município entre 1991 e 2004 |
| --------------------------------------------------- | --------------------------------------------------- | --------------------------------------------------- | --------------------------------------------------- |
| 1991                                                | 1996                                                | 2001                                                | 2004                                                |
| 491                                                 | 509                                                 | 449                                                 | 458                                                 |